# Vies et morts d'Andy Warhol
Vies et morts d'Andy Warhol è un documentario del 2005 diretto da Jean-Michel Vecchiet e basato sulla vita del pittore statunitense Andy Warhol.